# Sylva Richterová
Sylva Richterová (nacida el 30 de diciembre de 1938) es una exjugadora de baloncesto checoslovaca. Consiguió 5 medallas en competiciones oficiales con Checoslovaquia.